# Desdunes
Desdunes, in creolo haitiano Dedin, è un comune di Haiti facente parte dell'arrondissement di Dessalines nel dipartimento dell'Artibonite.